# Quadro NVS
Quadro NVS是NVIDIA專業顯示核心Quadro產品線中的一個系列。早期系列名為Quadro4 NVS，源自GeForce 4系列架構，於2002年發售，2003年中期更名為Quadro NVS系列，2010年12月1日NVIDIA發表NVS 300顯示卡，同時將Quadro NVS系列獨立成為NVS系列。
Quadro NVS系列定位於專業級商用繪圖領域。多數產品的核心實質上與定位於個人領域的GeForce完全相同，但與GeForce相比Quadro強調與行業軟體的兼容性、穩定性以及高效率。其驅動程式對行業軟體及編程介面有相應的優化。Quadro NVS內建NVIDIA nView顯示器管理軟體，為單一或多重顯示器選項提供最大的彈性。nView可將Windows工具列延伸至多個顯示器中，並將單一的大型顯示器或多個顯示器分成多個網格狀的較小顯示子系統，並可用多個虛擬桌面顯示，以減少桌面內容群組，同時協助企業安裝部署的多種預設設定。
Quadro NVS系列的產品線更新較Quadro FX系列緩慢，顯示核心基於低階的GeForce產品，早期產品更支援PCI匯流排。該系列由於其產品定位，所以並不是以效能為重點。

## 規格參考
- NVIDIA顯示核心列表

## 外部連結
1. ↑  .   [2010-08-10]. （原始内容存档于2008-10-04）.
2. ↑  NVIDIA Introduces NVS Business Graphics Solutions, Delivering Top Visual Fidelity Across up to Eight Displays[永久]

- NVIDIA Quadro NVS 專業級繪圖解決方案（页面存档备份，存于）（繁體中文）